# فرودگاه شانگونگو
فرودگاه شانگونگو (به انگلیسی: Xangongo Airport) یک فرودگاه همگانی با کد یاتا XGN است که یک باند فرود آسفالت دارد و طول باند آن ۲۲۵۶ متر است. این فرودگاه در کشور آنگولا قرار دارد و در ارتفاع ۱۱۰۸ متری از سطح دریا واقع شده است.